# マプングブエ

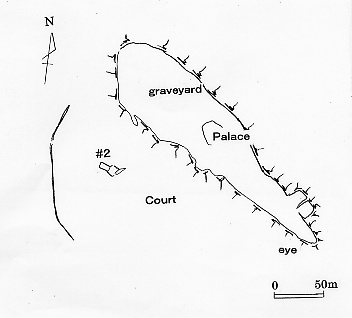
マプングブエの丘とその周辺。Courtにあたる部分はダレと呼ばれる「寄り合い会議」の場であったと思われる。マプングブエの「王」は丘の上に住み、墓も丘の上に作られた。

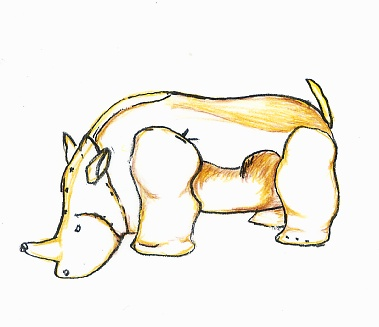
マプングブエの丘の上の墓から発見された金箔のサイ。王権の象徴であったと考えられている。

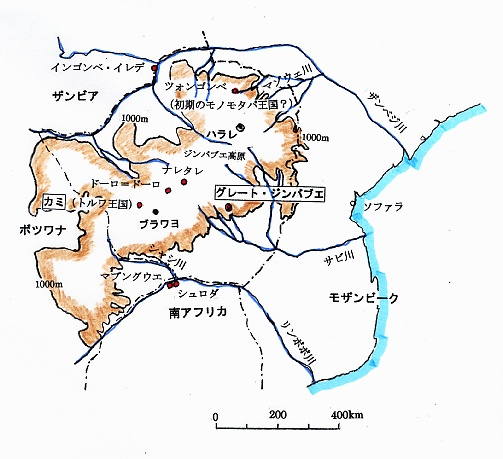
マプングブエとその周辺遺跡の位置図。

マプングブエは、南アフリカ共和国にかつて繁栄した都市である。シャシェ川とリンポポ川の合流点のサバナに位置し、現在のボツワナやジンバブエの一部をも支配したショナ王国の前身にあたる一集団が拠点としたことで、1050年から1270年に繁栄したと考えられている。マプングブエの都市遺跡は、現在、ユネスコの世界遺産に登録されている国立公園であり、考古遺跡である。その遺跡としての価値と文化的景観が良好に残されているために、2003年7月に世界遺産として登録された。
マプングブエの丘は北西-南東方向にソーセージ若しくは、くさびのような形状をした砂岩の丘であり、その名称は「ジャッカルの住処」を意味する。その切り立った崖の高さはおよそ30mで、崖の上には平らな面がおよそ300mに渡って広がっている。その崖の上およびその周辺9haには、諸説あるが、1150年頃から100年間、若しくは1220年から1290年までの70年間を全盛期とする3000～5000人の人口を抱えていた国家があったと推定される。マプングブエが築かれたとき、K2遺跡から移ってきた人々は、マプングブエの丘の西側に住んだ。
マプングウエの丘の前にある灰色の土は、居住地域の広がりを示している。発掘調査によってK8区と名づけられた場所で深く掘られたテストピットによって深く分厚い堆積の状況が明らかになった。1980年に実施された発掘調査で確認されたこの層位は、遺跡全体の居住層の順番、すなわち編年を決定するのに大きく貢献した。一番下の第1層に鉄器時代初期に当たる6世紀の居住を示しておりマプングウエの丘を雨乞いに用いた農民たちが既に暮らしていたことが明らかになった。第2層は紀元1000年～同1220年に属し、西方にあるK2遺跡が「首都」であった時期に相当する。K2に直接関連する人々がマプングブエの丘の麓に暮らしていたことを示している。次にマプングブエが首都である時代を示す第3層で、時期としては紀元1220～50年に相当する。焼失住居が第2層から第3層の移行期を示している。人々は新しい首都を造るために古い村を焼払って「更新」しようとした可能性がある。
第4層は、1250年から1300年であり、全盛期として捉える説と衰退期であると考える説とがある。いずれの解釈にせよマプングブエは、50年から80年ほどしか首都としては機能しなかった。つまり時間的にはK2遺跡の半分にも満たなかったのであるが、南側の基壇の分厚い堆積は、マプングブエに住み、この町を営んだ人々の重要な活動の足跡があったことを示している。

## 社会
マプングブエの社会は、当時の南アフリカでも一、二を争う複雑さを持っていた。考古学者たちは、少数のエリート階層の人々はマプングブエの丘の上に住んだと考えている。長老としての指導者がこのように一般の人々と物理的な隔離がなされたのは南アフリカの先史時代において初めての出来事であった。このような空間的な分割は階層分化と結びついていた。そしてこれは後のジンバブエ文化の起源に繋がっていくことになる。マプングブエは雨をもたらす丘とされ、マプングブエの丘の上に住むことによって首長はマプングブエの丘の持つ呪力を得ることができると考えられてきた。首長の住む場所は、首長自身と首長の先祖と雨をもたらす呪力と結びついていることを強調するものであった。この結合は神聖なる首長権の特徴を表していた。
丘の麓にある巨石の近くには、住民たちの紛争、調停、会議などを行う「公会堂」が造られた。「公会堂」には家畜を連れていくことはできなかった。「公会堂」はマプングブエの首長に属する施設ではあったがマプングブエの首長は、ほとんどこの「公会堂」へは行かなかった。というのは、首長は丘の上にいて宗教的に分離されていなければいけなかったからである。歴史的な事例から首長に兄弟と称する存在がいれば彼が代わりに紛争解決などその役割を果たしたと思われる。オジと称せられる存在が知られている社会では、首長の兄弟は首都において二番目に大きな力をもっていたと考えられている。

## 発見
マプングブエが没落すると、その存在は1932年まで忘れられたままになった。1932年の大晦日に、地元の農家で発掘家でもあったESJ van Graanと、プレトリア大学卒業の彼の息子が、マプングブエの丘の頂上で大量の工芸品を発見した。彼らはその発見をプレトリア大学教授レオ・フーシェ (Leo Fouché) に報告した。このことが今日に繋がる発掘の扉を開いたのである。しかし、発掘された工芸品には黄金製の物が多くあったため、盗掘を恐れて発掘当初は秘密に行われた。
工芸品の年代は西暦1000年頃から1300年頃に及び、土器、中国産の青磁、黄色、青、緑のガラスビーズ、金箔が貼られたサイの像をはじめとする黄金の装飾品類、土偶、象牙や骨を加工した製品のような有機的な遺物、精錬された銅や鉄などを加工した製品など様々であった。

## マプングブエ国立公園
この地域はマプングブエ国立公園の一部である。この国立公園は、ボツワナのツーリ・ブロック (Tuli Block)、ジンバブエのツーリ・サファリエリア (Tuli Safari area) とともにリンポポ / シャシ国際公園 (Limpopo/Shashe Transfrontier Park) を形成している。

## 世界遺産

### 登録基準
この世界遺産は世界遺産登録基準のうち、以下の条件を満たし、登録された（以下の基準は世界遺産センター公表の登録基準からの翻訳、引用である）。
- (2) ある期間を通じてまたはある文化圏において、建築、技術、記念碑的芸術、都市計画、景観デザインの発展に関し、人類の価値の重要な交流を示すもの。
- (3) 現存するまたは消滅した文化的伝統または文明の、唯一のまたは少なくとも稀な証拠。
- (4) 人類の歴史上重要な時代を例証する建築様式、建築物群、技術の集積または景観の優れた例。
- (5) ある文化（または複数の文化）を代表する伝統的集落、あるいは陸上ないし海上利用の際立った例。もしくは特に不可逆的な変化の中で存続が危ぶまれている人と環境の関わりあいの際立った例。